# Consorzio TREVI
Il Consorzio TREVI (Treno Veloce Italiano) era il consorzio che si è occupato della progettazione e costruzione dei treni ETR 500.
Il Consorzio è stato costituito nel 1986 allo scopo di rispondere all'esigenza delle Ferrovie dello Stato di iniziare la sperimentazione di un servizio di treni ad alta velocità per il trasporto dei passeggeri. I treni sono stati denominati ETR 500.
Il Consorzio riuniva il gotha italiano della produzione ferroviaria, ossia le seguenti cinque aziende:
- Ansaldo
- Breda
- Fiat Ferroviaria
- ABB Tecnomasio
- Firema Trasporti

Il prezzo per 78 carrozze per ETR 500 si aggira sui 140 milioni di euro circa.
Le aziende avevano stabilimenti a Pistoia, Napoli, Reggio Calabria, Palermo (AnsaldoBreda), Savigliano, Colleferro, Bologna (Fiat Ferroviaria), Vado Ligure (TIBB), Caserta, Foligno, Tito (Firema).

## Dati societari
- Ragione sociale: Consorzio TRE.V.I - TRENO VELOCE ITALIANO
- Sede principale: via Nazionale, Roma
- Direttore del consorzio: Salvatore Micelotta
- Settore: ferrotranviario
- Prodotti: treni